# Arrow Lake (Western Australia)
Arrow Lake ist ein See nördlich der Geisterstadt Kanowna im australischen Bundesstaat Western Australia.
Der See ist 220 Meter lang, 120 Meter breit und liegt auf 335 Metern über dem Meeresspiegel.